# Riserva naturale orientata Monte Cammarata
La riserva naturale orientata Monte Cammarata è un'area naturale protetta situata nei comuni di Cammarata, San Giovanni Gemini e Santo Stefano Quisquina, in provincia di Agrigento ed è stata istituita nel 2000. La riserva era stata soppressa nel 2012 e inglobata nel parco dei Monti Sicani. Nel 2019, a seguito dell'annullamento del Parco del Monti Sicani, è stata ripristinata.

## Territorio
La riserva comprende un'area di 2.049,37 ettari in gran parte occupata da rilievi calcarei dell'era mesozoica come Serra Quisquina (1059 m), Serra della Moneta (1188 m), Pizzo della Rondine (1246 m), Monte Gemini (1397 m) e Monte Cammarata (1578 m), il secondo più alto dei Monti Sicani dopo Rocca Busambra.

## Flora
Alle pendici del Monte Cammarata è presente ciò che resta di un antico querceto con esemplari di leccio (Quercus ilex) e roverella (Quercus pubescens), misti a carrubbo (Ceratonia siliqua) ed altre specie da rimboschimento quali cedri (Cedrus sp.), cipressi (Cupressus sempervirens), pini (Pinus sp.) e aceri (Acer sp.). Sulle parti sommitali dominano le euforbie (Euphorbia rigida) e il sorbo meridionale (Sorbus graeca). Sono presenti inoltre numerosi specie endemiche come il dente di leone siciliano (Leontodon siculus), la sesleria dei macereti (Sesleria nitida), il senecio siciliano (Senecio siculus), la bivonea gialla (Bivonaea lutea) e la camomilla delle Madonie (Anthemis cupaniana).
I Monti Gemini e Serra della Moneta ospitano rimboschimenti a cedri (Cedrus sp.), aceri (Acer campestre e Acer pseudoplatanus) e pini d'Aleppo (Pinus halepensis), mentre su Pizzo Rondine sono presenti lembi di leccete (Quercus ilex).

## Fauna
La riserva ospita numerosi mammiferi tra cui la volpe (Vulpes vulpes), il coniglio selvatico (Oryctolagus cuniculus), la lepre (Lepus europaeus), la donnola (Mustela nivalis), l'istrice (Hystrix cristata), il riccio (Erinaceus europaeus) e il topo quercino (Eliomys quercinus).
Molto ricca l'avifauna rappresentata da specie sia stanziali che migratorie, tra cui si possono citare il regolo (Regulus regulus), la beccaccia (Scolopax rusticola), la capinera (Sylvia atricapilla), il merlo (Turdus merula), il rampichino (Certhia brachydactyla), lo scricciolo (Troglodytes troglodytes), la cinciallegra (Parus major), il pettirosso (Erithacus rubecula) e il luì piccolo (Phylloscopus collybita). Sono presenti anche numerose specie di uccelli rapaci sia diurni, come il gheppio (Falco tinnunculus) e la poiana (Buteo buteo), che notturni, come l'assiolo (Otus scops), la civetta (Athene noctua), l'allocco (Strix aluco) ed il barbagianni (Tyto alba). Da segnalare infine la presenza del picchio rosso maggiore (Dendrocopos major) e della coturnice sicula (Alectoris graeca whitakeri), due specie a rischio di estinzione.

## Punti di interesse
- Santuario di Santa Rosalia di Santo Stefano di Quisquina; si tratta di un eremo settecentesco posto a quasi mille metri d'altitudine, immerso in un piccolo bosco di querce ove la leggenda vuole trovò rifugiò la patrona di Palermo prima di trasferirsi sul Monte Pellegrino.